# آونسا
آونسا (به انگلیسی: Avensa) یک شرکت هواپیمایی با کد یاتا VE بود که در ۱۳ مه ۱۹۴۳ میلادی تأسیس شده‌بود. دفتر مرکزی آونسا در کاراکاس، ونزوئلا واقع شده‌بود و قطب این شرکت هواپیمایی در فرودگاه بین‌المللی سیمون بولیوار قرار داشت و به ۴۱ مقصد، پرواز انجام می‌داد.